# Abas (Sohn des Poseidon)
Abas (altgriechisch Ἄβας Ábas) ist eine Gestalt der griechischen Mythologie.
Abas war der Sohn des Poseidon und der Arethusa. Nach ihm soll der auf der Insel Euböa siedelnde Stamm der Abanten benannt gewesen sein. Andere Quellen schreiben diese Benennung der Abanten aber anderen mythischen Personen namens Abas zu.